# Chrétien-François de Lamoignon de Bâville
Pour les autres membres de la famille, voir Famille de Lamoignon.
Chrétien-François de Lamoignon de Basville est un magistrat et homme d'État français, né le 18 décembre 1735 et mort le 16 mai 1789 en son château de Basville, commune de Saint-Chéron.
Chevalier, marquis de Basville, baron de Saint-Yon, seigneur de Saint-Chéron, Virmaize, Saint-Sulpice, Bruix, Breuilles, Torfou, Boissy-sous-Saint-Yon, garde des sceaux de France, chancelier et commandeur des ordres du Roi.

## Biographie
Fils de Chrétien-Guillaume de Lamoignon et de Louise Madeleine Henriette Bernard (et donc petit-fils, par sa mère, du financier Samuel-Jacques Bernard, fils de Samuel), il devint magistrat au Parlement de Paris en 1755. Président à mortier en 1758, il est exilé en janvier 1771 dans le Beaujolais. Il anime la résistance du Parlement contre la réforme du chancelier Maupeou en 1772.
Lamoignon a évolué depuis 1771, car le monde a été bouleversé par la Révolution américaine et les déclarations des droits en Virginie et d'indépendance. Nommé garde des sceaux de France le 13 avril 1787, il s'efforce en vain de réformer l'organisation de la justice. Inspiré par les idées du siècle des Lumières, il parvient à abolir la torture des condamnés en attente d'exécution (question préalable). Il est à l'origine de « l'édit de tolérance » de Versailles, (promulgué en 1788) qui restitue un état civil aux protestants.
Garde des Sceaux en 1787, il soumet au roi Louis XVI de France un mémoire alarmant sur la situation où il annonce des lendemains dangereux pour le pays.
Victime de l'opposition des parlements, sa réforme du 8 mai 1788 (coup d'État de Lamoignon) visant à réduire les pouvoirs au profit d'une « Cour plénière », qui aurait privé les Cours souveraines du droit de vérifier et d'enregistrer les lois de portée générale, entraîne une première émeute le mois de juin suivant à Grenoble surnommée la journée des Tuiles. Lamoignon anime la propagande royale en août-septembre 1788 mais face au climat insurrectionnel parisien, il est renvoyé le 17 septembre 1788 (remplacé par Charles Louis François de Paule de Barentin). 
Il est retrouvé mort dans le parc de son château de Baville le 16 mai 1789 au matin — une semaine après l'ouverture des États généraux.

## Titres et possessions

### Marquis de Milhars (1759-1766)
Héritant de la terre et marquisat de Milhars, au décès de son père, le 23 mai 1759, il vend, suivant acte en date du 29 janvier 1766, à Clément de Rey de Saint-Géry, pour le compte de sa mère, Marie-Anne de Foucaud-Villars, veuve de Jean Jacques de Rey de Saint-Géry, le marquisat de Milhars ainsi que les terres et rentes qui en dépendent sur Noailles, Montrozier, Lexos, Arnac et une partie de Feneyrols, pour la somme de 360 000 livres,.

## Généalogie

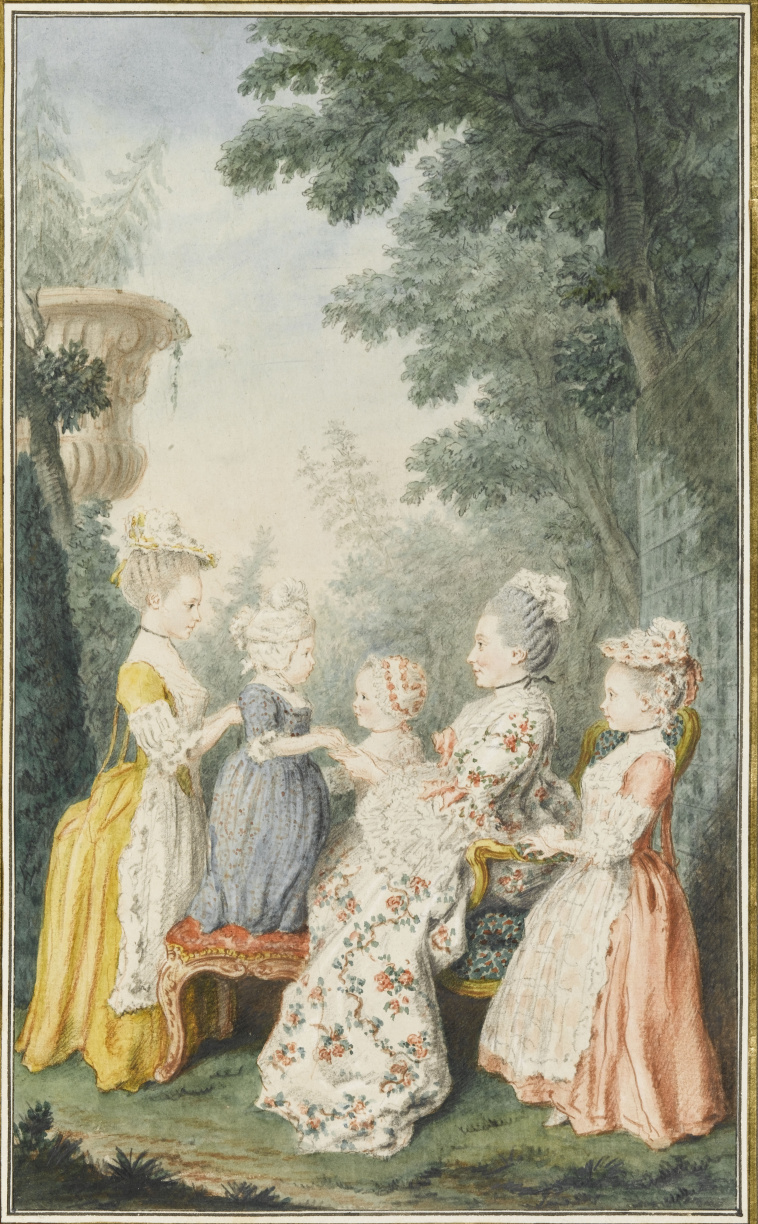
Mme le présidente de Lamoignon et ses enfants.

Il épouse le 4 septembre 1758 Marie-Élisabeth Berryer, fille de Nicolas-René Berryer et Catherine-Madeleine Jorts de Fribois. De leur union naissent :
- Marie Catherine (1759-1849) qui épouse le 18 janvier 1775, Henri Cardin Jean Baptiste d'Aguesseau de Fresne (1752-1826) ; leur fille Félicité d'Aguesseau épousera son cousin germain le comte Octave de Ségur (1779-1818 ; fils de Louis-Philippe de Ségur — lui-même fils du maréchal de Ségur — et d'Antoinette-Elisabeth-Marie d'Aguesseau, sœur d'Henri-Cardin) : parents entre autres d'Eugène (1798-1863 ; mari de la comtesse de Ségur), et d'Adolphe de Ségur (1800-1876) ci-dessous ;
- Marie Gabrielle Olive (1761-1842) qui épouse le 14 décembre 1778 Charles Henri Feydeau, marquis de Brou ;
- Marie-Louise-Élisabeth (1763-1825 ; Mère Saint-Louis) qui épouse le 9 février 1779, Édouard François Mathieu Molé, comte Molé de Champlâtreux de Méry (né en 1760-guillotiné en avril 1794) : d'où le ministre Mathieu Molé (1781-1855), et Félicité Molé (1786-1852), femme de son oncle Anne-Pierre-Chrétien ci-dessous ; Mère Saint-Louis fondera l'œuvre des Sœurs de la Charité de Saint-Louis avec Mgr Mayneaud de Pancemont et sera béatifiée en 2012 ;
- René-Chrétien-Auguste (1765-1845) qui épouse le 24 août 1784, à Caen, Marie Henriette d'Augerville d'Aurcher, fille de Louis Robert Guillaume d'Augerville d'Aurcher et de Marie Catherine de Bernières[7] ;
- Marie Charles Guillaume (1767-1795), mort en 1795 exécuté par la Convention thermidorienne ;
- Anne-Pierre-Chrétien de Lamoignon (1770-1827) qui épouse en février 1802, sa nièce, Marie-Louise-Félicité Molé (1786-1852 ; héritière du domaine de Méry), avec laquelle il eut une fille, Marie-Louise-Augustine-Félicité de Lamoignon (1805-1860), qui épousa en 1823 Adolphe de Ségur-Lamoignon (1800-1876) ci-dessus. Le couple n'eut pas d'enfant et la descendance du frère aîné d'Adolphe, Eugène, hérita en prenant le nom de Ségur-Lamoignon ;
- Marie-Constance (1774-1823) qui épouse le 30 avril 1788 François Philibert Bertrand Nompar de Caumont, duc de La Force (mariage célébré en la chapelle de l'hôtel de Lamoignon à Paris par Mgr de la Luzerne, évêque de Langres)[8]